# Skalka (Morávia do Sul)
Skalka é uma comuna checa localizada na região de Morávia do Sul, distrito de Hodonín.